# کوره اصطخر
کورهٔ اصطخر از نظر وسعت از همهٔ ولایات دیگر فارس بزرگتر بود و شمال و شمال شرقی آن خطّه را شامل می‌شد. شهرهایی مانند اصطخر، یزد، میبد و نایین جزء کورهٔ اصطخر بودند. مرکز این کوره در دورهٔ قبل از اسلام شهر اصطخر بود و بعد از اسلام نیز تا زمانی که اصطخر اهمیتی داشت، مرکز این کوره محسوب می‌شد. همچنین شهرک‌هایی مانند آباده، اقلید، بیضا و یزد خواست جزء این کوره به حساب می‌آمدند.

## تقسیمات ایالت فارس
ایالت فارس از دورهٔ قبل از اسلام به پنج خوره (کوره) تقسیم شده‌بود. این پنج کوره که در دوره بعد از اسلام نیز برقرار بودند عبارتند از: 
- کورهٔ اصطخر
- کورهٔ دارابگرد
- کورهٔ اردشیر
- کورهٔ شاپور
- کورهٔ قباد. [۳]